# Sanatório das Penhas da Saúde
O Sanatório das Penhas da Saúde, igualmente conhecido como Sanatório da Covilhã ou Sanatório dos Ferroviários, foi uma instituição de saúde situada perto da aldeia das Penhas da Saúde, na atual freguesia de Covilhã e Canhoso, no Município de Covilhã, em Portugal.
Foi originalmente construído pela Companhia dos Caminhos de Ferro Portugueses para tratar os seus funcionários que estivessem doentes com tuberculose. Na década de 1950 foi entregue à gestão do governo, que o encerrou em 1970, chegando depois a um profundo estado de degradação.
Em 2014 foi convertido numa unidade hoteleira, a Pousada da Serra da Estrela.
O edifício do Sanatório das Penhas da Saúde está classificado como Imóvel de Interesse Municipal desde 2009.

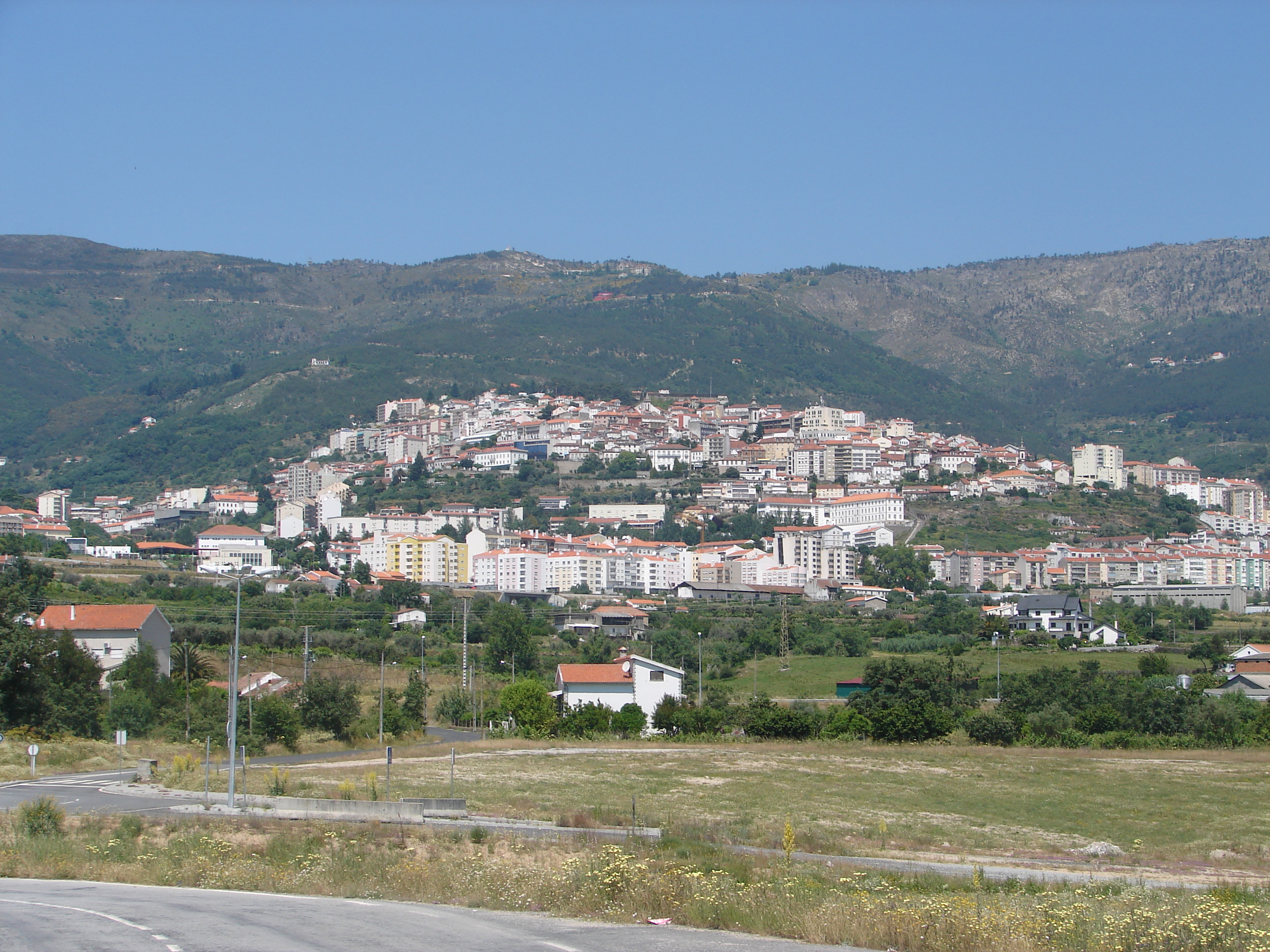
Panorâmica da Covilhã, vendo-se o sanatório no centro, quase no topo da montanha.

## Descrição
Este hospital foi um dos três existente em Portugal para dar assistência aos funcionários dos caminhos de ferro doentes com tuberculose, sendo os outros dois situados em São Brás de Alportel e Paredes de Coura. O sistema utilizado no sanatório era o da cura natural, utilizando os saudáveis ares da Serra da Estrela.
O edifício do Sanatório encontra-se a 1200 m de altitude, na orla da floresta da Covilhã, na zona da Porta dos Hermínios, com acesso pela Estrada Nacional 339.
Foi desenhado pelo arquitecto Cottinelli Telmo, tendo sido o último edifício que concebeu com um sentido assumidamente ecléctico. Telmo planeou o sanatório como um grande hotel de montanha, seguindo uma concepção romântica que tinha como objectivo ultrapassar o estigma da doença, evitando uma imagem higienicista e procurando integrar-se no cenário envolvente, tendo-se tornando num notável exemplo de adaptação ao local e à topografia do terreno. Devido à necessidade de assegurar o conforto dos doentes, o edifício do sanatório ficou com uma dimensão demasiado grande para a sua capacidade original de apenas 170 pacientes, e estava dividido em duas alas distintas, destinadas a classes diferentes de doentes, existindo várias divisões que estavam reservadas apenas às classes mais altas. A fachada tinha mais de 160 m de comprimento.

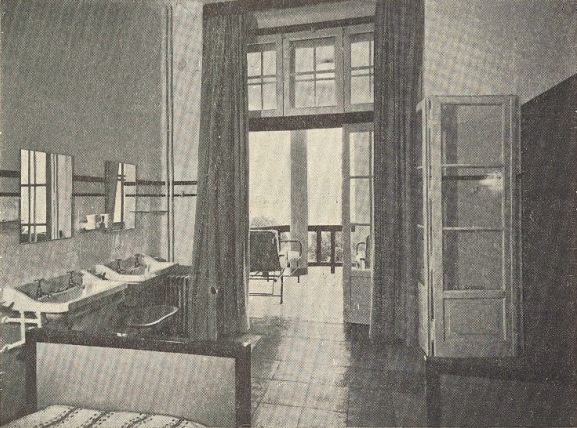
Antigo quarto com galeria privativa.

## História

### Antecedentes
Durante a segunda metade do século XIX e até aos finais da década de 1930, o país foi afligido pela tuberculose, tendo os primeiros movimentos organizados contra a doença sido a Assistência Nacional aos Tuberculosos e da Liga Nacional contra a Tuberculose, formados em 1899. Uma das principais medidas introduzidas foi o internamento dos doentes, tendo sido criados vários sanatórios com esta finalidade, processo que continuou com o Estado Novo. Entretanto, em 1881 a Sociedade de Geografia promoveu, por iniciativa de Sousa Martins, uma expedição científica à Serra da Estrela, para estudar a possibilidade de ali serem instalados sanatórios. Igualmente por iniciativa de Sousa Martins, foi construído um pavilhão na Serra da Estrela para internamento de tuberculosos, com 54 quartos.

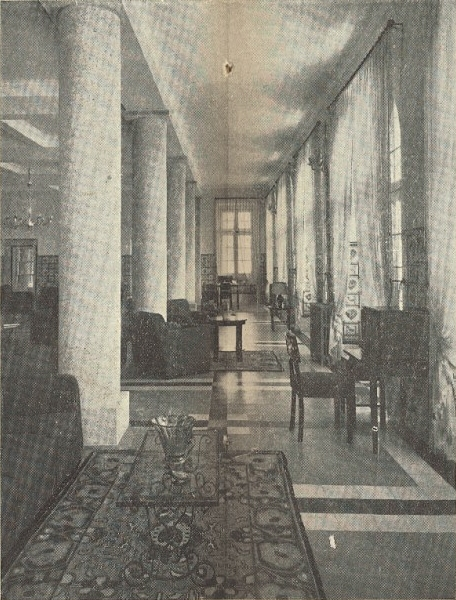
Antiga sala de estar na ala Sul.

### Planeamento, construção e inauguração
Em 1 de Abril de 1925, a Gazeta dos Caminhos de Ferro noticiou que estava a ser planeado um hospital para ferroviários do Sul e Sueste tuberculosos na Guarda, junto ao Sanatório Sousa Martins. O Decreto 10:942, de 20 de Julho desse ano, autorizou a Direcção-geral dos Serviços Florestais e Aquícolas a ceder uma parcela de dez hectares de terreno, parte do Polígono Florestal da Covilhã, à Comissão Administrativa do Fundo de Assistência aos Tuberculosos da Companhia dos Caminhos de Ferro Portugueses, para a construção do Sanatório. O ante-projecto foi terminado por Cotinneli Telmo em 1927, tendo sido imediatamente aprovado. Em 11 de Março desse ano, a Companhia dos Caminhos de Ferro Portugueses venceu o concurso para arrendamento dos Caminhos de Ferro do Estado, passando a gerir as antigas divisões do Sul e Sueste e Douro e Minho da operadora estatal.
Em Outubro de 1929, o edifício já se encontrava em construção, embora a cerimónia do lançamento da primeira pedra só tenha decorrido em 1930. A construção do sanatório foi totalmente custeada pela Companhia dos Caminhos de Ferro Portugueses, como parte da sua obra social. O Decreto n.º 19:730, de 9 de Maio de 1931, autorizou a Direcção-geral dos Serviços Florestais e Aquícolas a ceder outra parcela de terreno, com a área de 177.000 metros, para ampliar o complexo do Sanatório.
Em 1935, foram instalados os telefones e a iluminação eléctrica no Sanatório. As obras terminaram em 1936, tendo o edifício sido alugado à Sociedade Portuguesa de Sanatórios, com a obrigação de receber pacientes enviados pela Companhia dos Caminhos de Ferro Portugueses. No entanto, depois de concluído, o Sanatório esteve fechado durante cerca de oito anos. Em Setembro de 1938, a Junta Autónoma das Estradas já tinha classificado um projecto do engenheiro Marcos Nogueira, dos Melhoramentos Rurais, para uma nova estrada entre o Sanatório e as Penhas da Saúde. Esta via de comunicação seria pouco dispendiosa, estando orçada em mil contos, e traria um grande desenvolvimento para uma região, uma vez que facilitaria o acesso aos picos do maciço central da Serra da Estrela. O edifício só foi inaugurado em 11 de Novembro de 1944, sendo nessa altura considerado o melhor sanatório na Península Ibérica.

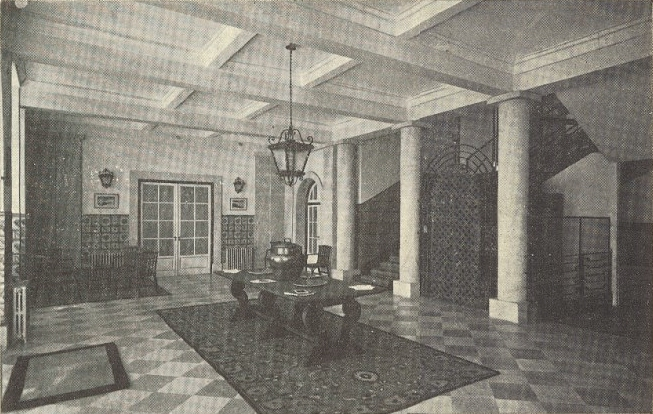
Antigo átrio do Sanatório.

### Transição para o IANT
Em 1952, devido a problemas financeiros por parte da operadora ferroviária e da Sociedade Portuguesa de Sanatórios, iniciou-se o processo de transferência do complexo para o estado. O Decreto n.º 39:625, de 29 de Abril de 1954, autorizou a CP a ceder o Sanatório das Penhas da Saúde ao governo, de forma a integrá-lo no Instituto de Assistência Nacional aos Tuberculosos. Sob a gestão no IANT, verificou-se uma nova vertente do funcionamento do sanatório, que passou a ser utilizado de forma massiva por doentes de classes mais baixas. Este processo revelou-se complicado, devido ao facto do edifício ter sido planeado para alojar menos pacientes e de classes mais elevadas, tendo o número de camas sido aumentado para 284. Entre os onze sanatórios do estado, o das Penhas da Saúde era o que obtinha melhores resultados, devido à sua localização. Os pacientes ficavam em média cerca de oito meses e meio, e entre 1953 e 1967, estiveram 4264 doentes internados, dos quais 1252 ficaram curados, 1964 melhorados, 1608 estacionários, 149 piorados e 101 morreram. Para evitar o contágio, a disciplina no interior era rígida, com cantinas separadas, e a roupa e as refeições dos pacientes eram transportadas dos quartos através de pequenos elevadores. O que sobrava era destruído num forno crematório, usando formol e altas temperaturas.

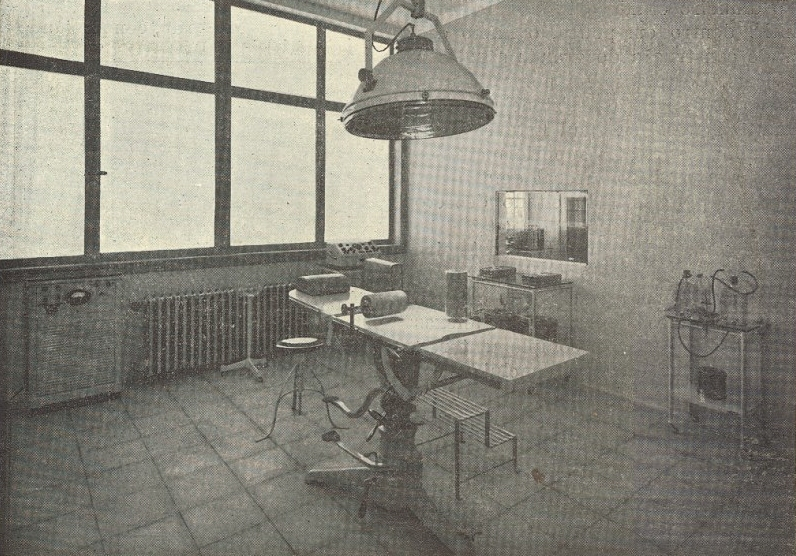
Antiga sala de operações.

### Declínio e encerramento
Devido aos avanços da medicina, como a quimioterapia antituberculosa, o tratamento ambulatório passou a ser mais utilizado, levando ao fim dos sanatórios, que eram muito dispendiosos e demasiado afastados dos centros populacionais. Assim, muitos destes estabelecimentos foram adaptados para a cura de outras doenças ou encerrados, como sucedeu com o Sanatório das Penhas da Saúde. Os últimos pacientes saíram nos finais da década de 1960, e o Sanatório foi encerrado pelo Ministro da Saúde e Assistência em 1970. Em 1976, foi utilizado como alojamento para retornados das antigas colónias portuguesas, com o nome de Abrigo dos Hermínios. Em Março desse ano, chegaram oitocentos portugueses vindos de Angola, que esperavam ficar num hotel de três estrelas na Covilhã, tendo sido em vez disso alojados no antigo sanatório. Os residentes foram progressivamente abandonando o edifício, tendo alguns permanecido na Covilhã. Na década de 1980, quando o complexo estava já quase arruinado, foi palco dos Encontros Nacionais de Motards dos Lobos da Neve e dos bailes do Carnaval da Neve, eventos que terminaram devido ao gradual desaparecimento do tecido industrial da Covilhã. O edifício ficou desde então ao abandono, tendo sido vandalizado. Devido ao seu estado de degradação e ao elevado número de mortes durante o seu funcionamento, ganhou a fama de ser um edifício assombrado.

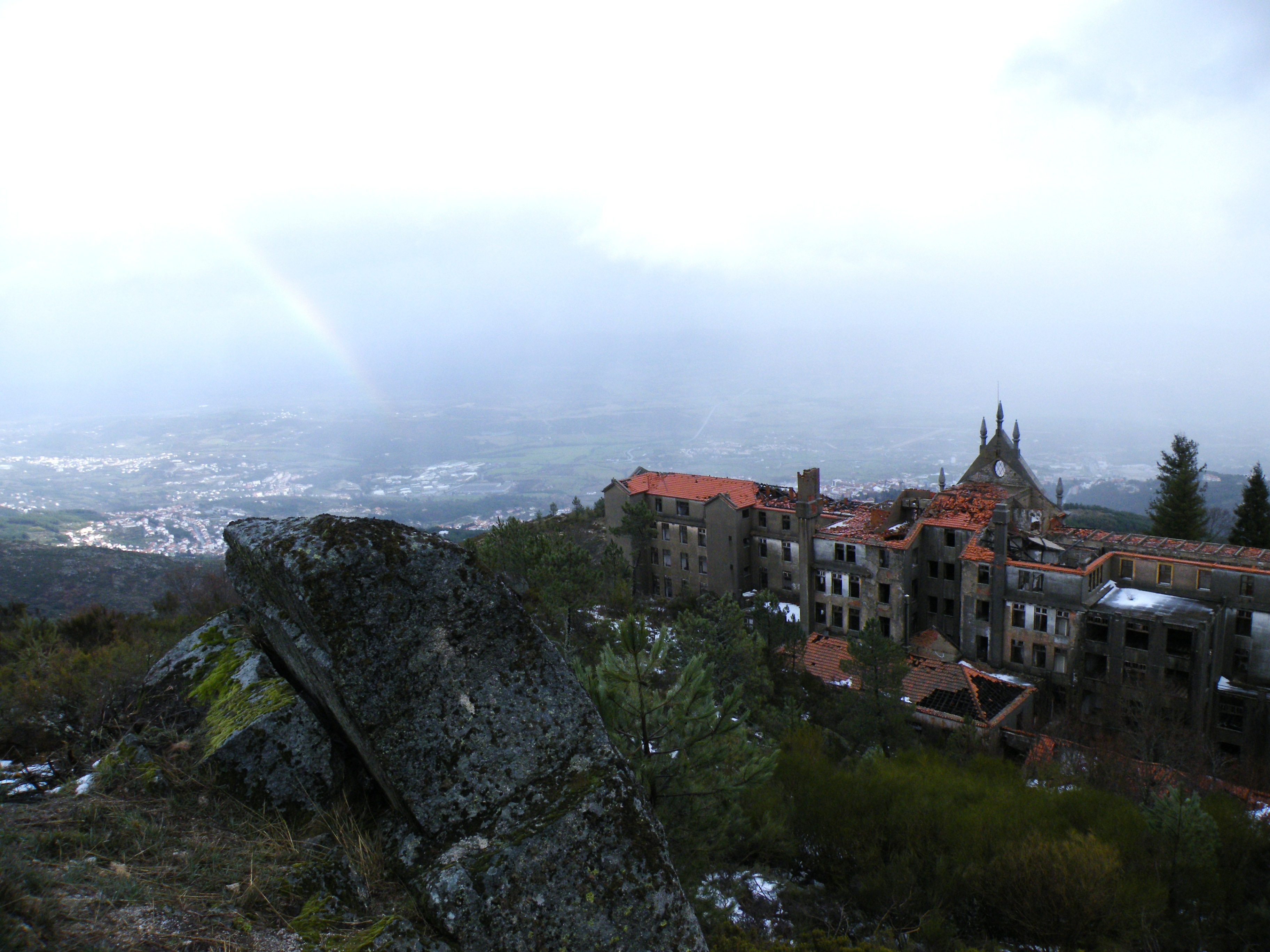
Vista posterior do edifício em 2011, então em avançado estado de degradação.

### Recuperação
Em 1998, o edifício foi vendido pelo preço simbólico de um escudo à Empresa Nacional de Turismo, com o objectivo de o tornar num hotel de luxo, numa cerimónia apadrinhada pelo primeiro-ministro, António Guterres. No entanto, esta iniciativa nunca avançou, e o antigo sanatório voltou a ser propriedade da Turistrela, a empresa gestora do turismo na Serra da Estrela.
Em 2004, a adaptação do sanatório para uma pousada histórica foi encomendada ao Arquiteto Eduardo Souto de Moura, que inicialmente calculou o projecto num milhão de Euros, valor que foi posteriormente modificado. Em 2012, a obra foi adjudicada à empresa Soares da Costa por por 13 milhões e meio de Euros. O projecto de reabilitação durou cerca de três anos, tendo o investimento total amontado a mais de 19,5 milhões de Euros, dos quais 70% vieram de fundos comunitários. No projecto de recuperação, foram respeitados os traços originais do edifício, tendo sido mantida a mesma fachada e as cores primitivas, em ocre e azul, e a estrutura funcional é muito semelhante à do Sanatório. No piso nobre, os dois grandes salões principais foram adaptados para bar e restaurante, equipados com mobiliário e decoração da época original, incluindo quadros com imagens das décadas de 1950 e 1960, enquanto que nos quartos foi utilizada uma decoração sóbria e clássica, evocando o passado. No piso térreo, onde antes estavam as zonas de apoio, os laboratórios de análises e a morgue, foi instalado um centro de bem-estar com sauna, piscina, banho turco, quartos SPA e espaços de massagem. A Pousada da Serra da Estrela abriu em 1 de Abril de 2014, pertencendo então à empresa Turistrela, que cedeu a exploração da unidade à Enatur por trinta anos, e empregava cerca de cinquenta pessoas.

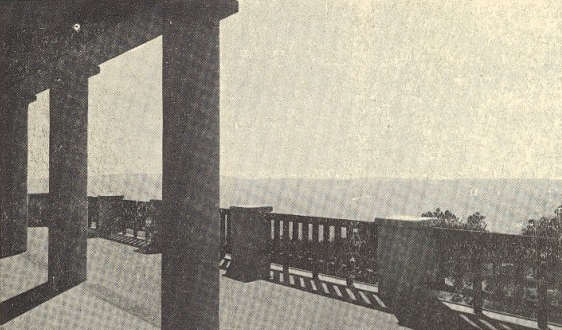
Antiga galeria de cura.